# Heinz Kratkey
Heinz Kratkey (* 21. Mai 1923 in Holzhausen; † 8. April 2005 in Leipzig) war ein deutscher Politiker, Funktionär der DDR-Blockpartei National-Demokratische Partei Deutschlands (NDPD) und Metallgestalter.

## Leben
Kratkey absolvierte nach der Grundschule eine Ausbildung zum Feinmechaniker. 1950 erhielt er den Meistertitel. Neben seiner beruflichen Tätigkeit besuchte er Weiterbildungslehrgänge an der Hochschule für industrielle Formgestaltung Halle/Saale und an der Hochschule für Grafik und Buchkunst Leipzig.
1959 wurde er Vorsitzender und künstlerischer Leiter der PGH Kunst im Handwerk Liebertwolkwitz. Als künstlerischer Metallgestalter war er Mitglied des Verbands Bildender Künstler der DDR.
Kratkey trat 1948 der in der Sowjetischen Besatzungszone neugegründeten NDPD bei. Bei den Wahlen zur Volkskammer war Kratkey Kandidat der Nationalen Front der DDR. Von 1971 bis 1984 war er Mitglied der NDPD-Fraktion in der Volkskammer der DDR. Am 15. Juni 1984 wurde seine Mandatsaufhebung bestätigt.